# Sunrise, Florida
Sunrise (fram till 1971 Sunrise Golf Village) är en stad i Broward County i södra Florida, USA. Den ingår i Miamis storstadsområde. Staden saknar kust, men gränsar i öster till den större staden Fort Lauderdale. NHL-laget Florida Panthers har sitt säte i staden.